# Хари Потър и Философският камък
 Тази статия е за книгата.  За филма вижте Хари Потър и Философският камък (филм).  
Хари Потър и философският камък (на английски: Harry Potter and the Philosopher's Stone) е фентъзи роман, написан от английската писателка Джоан Роулинг. Първият роман от поредицата Хари Потър и дебютен роман на Роулинг следва Хари Потър, момче, което открива, че е магьосник на единадесетия си рожден ден, когато получава писмо, от което разбира, че е прието в училището за магия и вълшебство „Хогуортс“. Хари създава близки приятелства и няколко врагове през първата си година на обучение и с помощта на приятелите си, Рон Уизли и Хърмаяни Грейнджър, се изправя пред опита за завръщане на тъмния магьосник Лорд Волдемор, който преди години е убил родителите му и е направил опит да убие Хари.
Книгата е публикувана за първи път в Обединеното кралство на 26 юни 1997 г. от Bloomsbury. Печели повечето от английски книжни награди, които се оценяват от деца, и други награди в САЩ. Книгата достига върха на списъка на Ню Йорк Таймс за най-продавана художествена литература през август 1999 г. и остава близо до върха на този списък през по-голямата част от 1999 и 2000 г. Тя е преведена на поне 73 други езика и е превърната в пълнометражен филм със същото име, както и шестте продължения. Романът е продаден в над 120 милиона екземпляра, което го прави третата най-продавана книга на всички времена.
Повечето рецензии са положителни, като се коментира въображението на Роулинг, хуморът, простият, прям изказ и умелото изграждане на сюжета, въпреки че критиката посочва, че последните глави изглеждат прибързани. Стилът е сравнен с този на Джейн Остин (един от любимите автори на Роулинг), Роалд Дал, чиито творби доминират в детските истории преди появата на „Хари Потър“, и древногръцкия разказвач Омир. Докато някои коментатори смятат, че книгата гледа назад към викторианските истории за пансиони, други смятат, че поставя жанра твърдо в съвременния свят, като представя съвременни етични и социални проблеми.

## Резюме

### Сюжет
Магьосниците Албус Дъмбълдор и Минерва Макгонъгол се срещат на улица „Привит Драйв“ номер четири, Литъл Уингинг, графство Съри, подтикнати от последните събития в магическия свят. Лорд Волдемор, вероятно най-силният и страховит тъмен магьосник, живял някога, е бил победен. Лили и Джеймс Потър са станали последните му две жертви. Въпреки всичко техният невръстен син Хари по някакъв начин е оцелял след убийственото проклятие на Волдемор (по-късно става ясно, че е използвал проклятието Авада Кедавра) и белегът с форма на светкавица на челото му е единственият видим ефект от проклятието. Хари незабавно се превръща в легенда сред магьосниците и става известен като „момчето, което оживя“.
Рубиъс Хагрид, пазител на дивеча в Училището за магия и вълшебство Хогуортс, се среща с Албус Дъмбълдор, заедно с бебето Хари, което е оставено на неохотните грижи на последния жив човек от семейството му – мъгълската (немагическа) сестра на майка му – Петуния Дърсли. Хари е оставен да живее заедно с Петуния, нейния съпруг Върнън и все още невръстното им дете Дъдли. Заради презрението си към магьосническия свят, лелята и чичото на Хари решават да скрият от него истината за неговите магически способности и му казват, че родителите му са загинали при автомобилна катастрофа. Семейство Дърсли се отнася с пренебрежение към момчето, което е принудено да спи в килера под стълбището.
Малко преди единайсетия рожден ден на Хари, сови започват да доставят писма в къщата на семейство Дърсли. Петуния и Върнън успяват да попречат на Хари да прочете писмата (всичките адресирани именно до него), но не успяват да прекратят доставките, затова заедно с Хари и Дъдли се скриват на малък остров, за да избегнат писмата. Хагрид обаче ги открива и лично връчва на малкия магьосник писмото, което го кани да учи в училището за магия Хогуортс. Хагрид му разказва истината за смъртта на родителите му и го въвежда в магьосническия свят. В кръчмата „Продънения котел“ Хари се запознава и с новия учител по Защита срещу Черните изкуства – професор Куиръл. От там те влизат на търговската улица „Диагон-али“, от където момчето си купува необходимите за училище неща. Хагрид разказва на малкия магьосник, че Лорд Волдемор е този, който е убил родителите му. Въпреки че Черния Лорд си е отишъл, много от магьосниците продължават да се боят от него и са малцина тези, които се осмеляват да произнасят неговото име. Хари си купува магическа пръчка от господин Оливандър, който му споделя, че тази пръчка е „сестра“ на пръчката на Волдемор – в сърцевината на двете има перо от един и същи феникс. След това Хагрид му купува бяла сова, която момчето кръщава Хедуиг. Докато мери мантия за училището, Хари среща и Драко Малфой – млад магьосник от много богато семейство, който също ще бъде за първа година в Хогуортс. Поведението на Малфой и обидните му забележки към Хагрид не се харесват на Хари.
По-късно момчето тръгва към Хогуортс от перон 9¾ на гара Кингс Крос, Лондон. Там се запознава с Рон Уизли, който произхожда от бедно, но много сплотено семейство, и Хърмаяни Грейнджър – момиче, родено в семейство на мъгъли, което има досадния навик да знае всичко. Веднага след пристигането си в училището всички нови ученици биват разпределени в някой от четирите домове. Всеки дом има характерни черти: Слидерин събира амбициозните и хитри магьосници, които биха направили всичко, за да постигнат това което искат; в Рейвънклоу отиват интелигентните и разумни ученици; Грифиндор е за дръзките и смели магьосници; Хафълпаф се характеризира със справедливост, честност и усърден труд. Разпределянето става последством разпределителна шапка, която всеки от първокурсниците си слага и тя решава в кой дом да отиде. По време на разпределянето на Хари шапката много се колебае дали да не го прати в Слидерин, но впечатленията на момчето от този дом не са добри, затова то през цялото време си мисли за Грифиндор и именно там го праща накрая шапката. В Грифиндор са разпределени също и Рон и Хърмаяни, докато Драко Малфой, който вече не крие презрението си към Хари и неговите приятели, е разпределен в Слидерин.
В началото Хари и Рон не харесват особено прекалено стриктната Хърмаяни. Един ден, след като Рон я засяга, Хърмаяни бяга плачейки в момичешката тоалетна. По същото време в замъка на училището се появява един планински трол. Хари и Рон решават да отидат да я предупредят за опасността, но когато стигат, съществото вече е там. Използвайки магическата си пръчка, Рон успява да повали трола със собствената му бухалка. След като преподавателите пристигат и заварват поваления трол и тримата ученици там, Хърмаяни поема вината. След този момент тримата стават приятели.
След изключителното си представяне по време на първия им урок по летене с метли, Хари е включен в отбора по куидич на Грифиндор и става най-младият търсач през последния век. За Коледа Хари получава мантия невидимка, която някога е принадлежала на баща му. Докато използва мантията, за да изследва замъка през нощта, Хари открива огледалото Еиналеж, което показва него и живите му родители. След това Дъмбълдор съветва Хари да не търси отново огледалото, защото то не показва нищо реално, а само какво човек желае.
Триглаво куче, кръстено от Хагрид Пухчо, охранява отвор в пода на забранения коридор в училището. Тримата герои дълго обсъждат какво може да се пази там и в крайна сметка решават, че там се намира легендарният философски камък, изработен от Никола Фламел. Смята се, че с този камък човек може да произведе еликсир на живота, който да му донесе безсмъртие, затова Волдемор го иска толкова много. Хари, Рон и Хърмаяни решават, че зловещо изглеждащият преподавател по отвари Сивиръс Снейп се опитва да открадне камъка, за да върне Черния Лорд към живот.
Тримата герои смятат, че кражбата на камъка предстои в скоро време и решават, че е по-добре те да се доберат първи до него. След като успяват да преминат покрай Пухчо, им се налага да преминат през още няколко препятствия, поставени от различни преподаватели в училището, за да защитят камъка. В крайна сметка Хари успява да се добере до най-вътрешната стая, където за своя изненада открива не Снейп, а професор Куиръл. Оказва се, че Куиръл през цялото време е използван от Лорд Волдемор, който със силно намалена сила се нуждае от философския камък, за да се върне към своето могъщество. Той обаче не успява да вземе камъка и след като е победен от малкия магьосник и Волдемор напуска неговото тяло, Куиръл умира.
Докато Хари се лекува в болничното крило след двубоя, Дъмбълдор му разкрива, че любовта на майка му, която е умряла, за да го спаси, е причината Волдемор да не успява да приложи силата си върху него. Също така му казва, че философският камък ще бъде унищожен, за да се попречи на Волдемор да го използва и да се върне към живот. Освен с философския камък обаче Черния Лорд има още начини за завръщане.

### Герои
- Хари Потър е сирак, когото Роулинг си е представяла като „мършаво, чернокосо, зеленооко и очилато момче, което не знае, че е магьосник“.[3] Тя разработва историята и героите на поредицата, за да обясни как Хари се оказва в тази ситуация и как животът му се развива оттам.[4] Освен първата глава, събитията в тази книга се развиват точно преди и в годината след единадесетия рожден ден на Хари. Атаката на Волдемор оставя белег с форма на мълния на челото на момчето,[4] който причинява пронизващи болки, когато Волдемор е наоколо. Хари има вроден талант за куидич и е първият човек от век, който влиза в отбор на своя дом през първата му година на обучение.
- Рон Уизли е връстник на Хари и Роулинг го описва като най-добрия приятел, който „винаги е насреща, когато имате нужда от него“.[5] Той е луничав, червенокос и доста висок. Той израства в доста голямо чистокръвно семейство като шесто от седем деца. Въпреки че семейството му е доста бедно, те все още живеят охолно и щастливо. Неговата лоялност и смелост, а също и отличното му умение в играта на магьоснически шах, играе жизненоважна роля в намирането на философския камък.
- Хърмаяни Грейнджър е дъщеря на мъгълско семейство. Тя е властно момиче, което очевидно е научило наизуст повечето учебници преди началото на учебната година. Роулинг описва Хърмаяни като „много логична, честна и добра, но с голяма доза несигурност и изпитваща страх от провал под нейната надутост“.[6] Въпреки настойчивите ѝ усилия да предпази Хари и Рон от неприятности, тя става близка приятелка на двете момчета, след като те я спасяват от трол и нейните магически и аналитични умения играят важна роля в намирането на философския камък. Тя има буйна кафява коса и доста големи предни зъби.
- Невил Лонгботъм е пълно, неуверено момче, което винаги забравя нещо. Магическите способности на Невил са слаби и се появяват точно навреме, за да спасят живота му, когато е на осем. Въпреки страхливостта си, Невил се сражава с всеки, след известно насърчаване или ако сметне, че е правилно и важно.
- Рубиъс Хагрид е полувеликан, висок почти 3,7 метра., със заплетена черна коса и брада, изключен от „Хогуортс“, а пръчката му е счупена на две, но професор Дъмбълдор позволява той да остане като пазач на дивеча, работа, която му позволява да дава щедро своята обич, грижи и дори галени имена на най-опасните магически създания. Хагрид е неистово верен на Дъмбълдор и става близък приятел на Хари, Рон и Хърмаяни, но небрежността му го прави ненадежден.
- Професор Албус Дъмбълдор е висок, слаб мъж, който носи очила във формата на полумесец, и има сребриста коса и брада, която се натъква в колана му. Той е директор на „Хогуортс“ и е смятан за единствения магьосник, от когото Волдемор се страхува. Дъмбълдор, макар и известен с постиженията си в магията, отхвърля похвалите, въпреки че е наясно със собствения си блясък. Роулинг го описва като „въплъщение на доброто“.[7]
- Професор Минерва Макгонагъл е висока, строго изглеждаща жена с черна коса, вързана на стегнат кок. Преподава трансфигурация и може да се трансфигурира в котка. Тя е ръководител на дом „Грифиндор“ и заместник-директор на училището.
- Петуния Дърсли, сестрата на майката на Хари, Лили, е слаба жена с дълга шия, която използва, за да шпионира съседите си. Като мъгъл, тя смята сестра си, която притежава магьоснически способности, за изрод и се преструва, че никога не е съществувала.
- Върнън Дърсли, съпругът на Петуния, е едър мъж, чиято самонадеяност прикрива ограничен ум и страх от всичко необичайно.
- Дъдли Дърсли е с наднормено тегло, разглезен побойник и братовчед на Хари.
- Драко Малфой е слабо, бледо момче, което говори провлачено отегчено. Той е арогантен по отношение на уменията си в куидич и презира всеки, който не е чистокръвен магьосник. Навремето родителите му са подкрепяли Волдемор, но са променили позицията си след изчезването му, твърдейки, че са били омагьосани. Драко избягва директните сблъсъци и се опитва да вкара Хари и приятелите му в беда.
- Оливър Ууд е капитан и пазач на грифиндорския отбор по куидич.
- Професор Куиръл е потрепващ, заекващ и нервен човек, който преподава защита срещу Черните изкуства. Навремето е бил брилянтен учен, но нервите му са разбити от среща с вампири. Куиръл носи тюрбан, за да прикрие факта, че е доброволно обладан от Волдемор, чието лице се появява на тила на Куиръл.
- Професор Сивиръс Снейп, който има гърбав нос, жълтеникава кожа и мазна черна коса, преподава отвари, но винаги е предпочитал да преподава защита срещу Черните изкуства. Снейп има предпочитания към учениците в „Слидерин“, домът, на който е ръководител, и използва всяка възможност да унижава другите, особено Хари. Няколко инцидента, като се започне с пронизващата болка в белега на Хари по време на празника в началото на учебния срок, карат Хари и приятелите му да мислят, че Снейп помага на Волдемор.
- Аргус Филч, пазачът на училището, който знае тайните проходи по-добре от всеки друг, освен може би близнаците Уизли. Неговата котка, госпожа Норис, помага на постоянния му лов за лошо поведение на учениците.

Други членове на персонала са: пълничката учителка по билкология и ръководител на „Хафълпаф“, професор Помона Спраут; професор Филиус Флитуик, дребничкият учител по вълшебство и ръководител „Рейвънклоу“; унесеният учител по история на магията, професор Кътбърт Бинс, призрак, който изглежда ke e забелязал собствената си смърт; мадам Роланда Хууч, която преподава летене и е треньор по куидич, която е строга, но внимателна учителка. Полтъргайстът Пийвс, който се скита из замъка и създава проблеми навсякъде, където може.

## Разработване и преводи

### Разработване
Книгата, която е дебютният роман на Роулинг, е написана приблизително между юни 1990 г. и 1995 г. За възникването на творческата идея тя разказва следното: „Един уикенд, след поредния оглед на апартаменти, взех сама влака за Лондон и идеята за Хари Потър се появи в главата ми... Едно мършаво, малко, чернокосо момче с очила все повече се превръщаше в магьосник пред очите ми... Същата вечер започнах да пиша Хари Потър и философският камък, въпреки че първите две страници не приличат на крайния резултат“. По това време майката на Роулинг умира и за да се справи с болката си, писателката прехвърля собствената си мъка върху сирачето Хари. Роулинг прекарlа шест години в работа върху Хари Потър и философският камък и след като е приета книгата от Bloomsbury, тя получава безвъзмездна помощ от 8000 паунда от Шотландския съвет по изкуствата, което ѝ позволява да планира продълженията. Тя изпраща ръкописа на агент и издател и след това вторият агент, към когото се обръща, прекарва цяла година в опити да продаде книгата на издателите, повечето от които смятат, че е твърде дълга с около 90 000 думи. Бари Кънингам, който изгражда портфолио от отличителни фентъзи от нови автори за Bloomsbury Children's Books, препоръчва ръкописа и осемгодишната дъщеря на главния изпълнителен директор на Bloomsbury казва, че е „много по-добро от всичко друго“.

### Преводи
До средата на 2008 г. са публикувани официални преводи на книгата на 67 езика. До ноември 2017 г. книгата е преведена на 80 езика. Bloomsbury публикува преводи на латински и на старогръцки, като последният е описан като „едно от най-важните произведения на старогръцки, писани в продължение на много векове след класическите творби“.

## Стил и теми
Филип Нел подчерта влиянието на Джейн Остин, на която Роулинг се възхищава от дванадесетгодишна възраст. И двете романистки силно насърчават препрочитането, защото подробности, които изглеждат незначителни, предвещават важни събития или герои много по-късно в сюжетната линия – например Сириус Блек е споменат накратко в началото на Хари Потър и философският камък и след това става основен герой от трета до пета книга. Подобно на героините на Остин, Хари често трябва да преразгледа идеите си в края на книгата. Някои социални поведения в книгите за Хари Потър напомнят за Остин, например развълнуваното общо четене на писма. И двете авторки усмиват социалното поведение и дават имена на героите, които изразяват техните личности. Според мнението на Нел обаче хуморът на Роулинг се основава повече на карикатура на имената, които тя измисля, са по-скоро като тези в историите на Чарлз Дикенс, а Аманда Кокъл отбелязва, че много от тях изразяват чертите на притежателите си чрез алюзии, които присъстват от древноримската митология до немската литература от осемнадесети век. Роулинг, като автора на поредицата Нарния К. С. Луис, смята, че няма твърда разлика между приказки за деца и за възрастни. Нел отбеляза също, че подобно на много добри писатели за деца, Роулинг съчетава литературни жанрове ‍—‌ фентъзи, фентъзи за млади хора, разкази за интернат и много други.
Някои от елементите на историята в Хари Потър и философският камък наподобяват части от историите на Роалд Дал. Например героят от Джеймс и гигантската праскова губи родителите си и трябва да живее с две неприятни лели — ‌една дебела и една слаба, приличащи на господин и госпожа Дърсли, които се отнасят към Хари като към слуга. Въпреки това Хари Потър е отличително творение, способно да поеме отговорностите на възрастен, докато вътрешно си остава дете.
Библиотекарката Нанси Нап и професорът по маркетинг Стивън Браун отбелязват детайлите в описанията, особено на сцените, описани на „Диагон-Али“. Тад Бренан коментира, че писането на Роулинг прилича на това на Омир: „бързо, ясно и директно в изказа“. Стивън Кинг се възхищава на „игривите детайли, на които само английските фентъзи писатели изглеждат способни“ и заключава, че те работят, защото Роулинг се наслаждава на бърз кикот и след това се придвижва енергично напред.

## Адаптации

### Кино
През 1999 г. Роулинг продадава филмовите права на първите две книги за Хари Потър на Уорнър Брос за сумата от 1 милион паунда. Роулинг настоява основният актьорски състав да бъде английски, но позволява избирането на ирландски актьори като Ричард Харис като Дъмбълдор и на чуждестранни актьори като герои от същата националност в по-късните книги. След обширен кастинг снимките започват през септември 2000 г. в Лийвсдън Филм Студиос и в Лондон и приключват през юли 2001 г. Премиерата на филма е през ноември 2001 г., като получава положителни отзиви от критиците.

## В България
| Година на издаване | Издание                                 | Художник на корицата                             | Издателство | Страници |
| ------------------ | --------------------------------------- | ------------------------------------------------ | ----------- | -------- |
| 2000 г.            | твърди корици                           | Мери Гранпре                                     | „Егмонт“    | 264      |
| 2000 г.            | меки корици                             | Мери Гранпре                                     | „Егмонт“    | 264      |
| 2015 г.            | твърди корици (с обложка)               | Джим Кей (и на илюстрациите)                     | „Егмонт“    | 256      |
| 2016 г.            | твърди корици                           | Джони Дудъл                                      | „Егмонт“    | 280      |
| 2019 г.            | твърди корици (юбилейно издание)        | Любен Зидаров                                    | „Егмонт“    | 240      |
| 2021 г.            | твърди корици                           | Мери Гранпре (и на илюстрациите към всяка глава) | „Егмонт“    | 280      |
| 2021 г.            | твърди корици (с интерактивни подложки) | МинаЛима                                         | „Егмонт“    | 368      |